# Deposizione chimica da fase vapore del diamante
Il processo noto sotto il nome di deposizione chimica da fase vapore del diamante è una particolare tecnologia microelettronica, nella fattispecie una CVD, che sfrutta alcune delle caratteristiche salienti del diamante.

## Dettagli fisici del diamante e impieghi
Le caratteristiche che lo rendono adatto alla produzione di dispositivi elettronici sono le seguenti
- ottima capacità di condurre il calore. Alcuni diamanti artificiali purificati presentano una conducibilità termica migliore rispetto a quella di qualsiasi altro materiale solido conosciuto[senza fonte] (è compresa tra 2000 e 2500 W/(m·K}, cinque volte superiore rispetto a quella del rame). Questa proprietà è da attribuire al particolare stato di legame che caratterizza gli atomi della struttura cristallina: oltre alla struttura tetraedrica delle celle primitive, che fornisce al materiale un'eccezionale rigidità, è l'intensità delle forze di legame, più intensa rispetto a quella che caratterizza la maggior parte degli altri solidi covalenti, a garantire al materiale questa notevole sensibilità alle sollecitazioni termiche. Tale peculiarità del diamante lo ha reso utile negli apparati di dissipazione del calore in uso in elettronica

- il diamante presenta una rigidità dielettrica da 20 a 50 volte superiore rispetto a quella dei semiconduttori comunemente impiegati in elettronica: questo significa che la massima tensione operativa di un dispositivo realizzato con pellicola di diamante sarà, a parità di dimensioni, proporzionalmente più elevata rispetto a quella degli apparati che impiegano materiali standard. Per lo stesso motivo, a parità di prestazioni, un dispositivo al diamante presenterà dimensioni inferiori; questa tecnologia si presta quindi allo scaling ad esempio dei transistor di potenza

Le minori dimensioni di un dispositivo a diamante confinano i portatori di carica in regioni più piccole, ove questi ultimi risulteranno così soggetti a campi elettrici generalmente più intensi rispetto a quelli presenti in un normale componente, a vantaggio della velocità di risposta del componente stesso. La velocità di funzionamento di un dispositivo al diamante potrebbe risultare da 40 a 100 volte più alta rispetto a quella di uno equivalente realizzato attraverso una tecnologia standard.
La banda proibita del diamante, di ampiezza pari a 5,5 elettronvolt (eV), ne fa un materiale ideale per dispositivi che devono funzionare a temperature elevate. I diodi a barriera Schottky fatti di diamante, che sono costituiti semplicemente da una giunzione fra metalli e diamante possono, per esempio, essere operativi al di sopra di 700 gradi Celsius. Un dispositivo di questo tipo potrebbe dunque essere impiegato ad esempio nel regolatore digitale di un motore o in un sistema simile che deve funzionare in un ambiente ad alta temperatura. Gli stessi dispositivi realizzati con silicio, la cui banda proibita si aggira intorno all'elettronvolt, di fatto perdono le loro caratteristiche al di sopra di 150 gradi Celsius.
Il diamante è anche un semiconduttore relativamente insolito per la sua capacità di formare interfacce di elevata qualità con il biossido di silicio. Questo genere di interfacce costituisce l'elemento più critico dei transistor MOSFET (il tipo più comune di transistor usato nei calcolatori, nei moderni ricetrasmettitori ed in altre applicazioni digitali) al silicio, sia per l'elevata difficoltà nel raggiungere i livelli di pulizia richiesti sia per l'impatto che la qualità di queste superfici ha sulle prestazioni dei sistemi in cui si trovano: è evidente quindi che anche da questo punto di vista le proprietà del diamante costituirebbero un elemento di vantaggio competitivo non indifferente. Ma la capacità di formare connessioni di alta qualità con altri materiali si estende anche ai metalli.
Oltre alle sue utili proprietà elettriche, il diamante ha un'intrinseca affinità elettronica negativa: gli elettroni di conduzione possono cioè sfuggire facilmente nel vuoto per emissione termoionica, purché ovviamente vengano sostituiti da altri elettroni provenienti da apposita sorgente. Per ottenere le medesime caratteristiche con i metalli, si pensi che sarebbero necessarie temperature dell'ordine di 1000-3000 °C. Una volta liberati dalla superficie del diamante, questi elettroni possono essere accelerati da un campo elettrico, concentrati in un fascio per colpire un bersaglio, ad esempio un luminoforo, la cui emissione luminosa è proporzionale alla corrente elettrica che lo raggiunge, o modulati da un segnale esterno. I cosiddetti catodi freddi a diamante potrebbero inoltre essere impiegati come piccole lampade a luminescenza, da usare ad esempio come elementi per schermi piatti, e forse anche in triodi submicrometrici che fornirebbero prestazioni di gran lunga migliori rispetto ai semiconduttori convenzionali, soprattutto negli apparati di potenza. Da questo punto di vista, le potenzialità di questo materiale potrebbero quindi portare alla sintesi di dispositivi che assomigliano più ai tubi a vuoto che ai transistor.

## Tecnologie realizzative
È noto che i diamanti blu che solitamente contengono il boro come impurità si comportano da semiconduttori, anche se i cristalli naturali sono troppo piccoli e costosi per essere impiegati a questo scopo. Tuttavia la situazione sta cambiando. Negli ultimi cinque anni è stata sviluppata un'ampia gamma di tecniche per depositare pellicole di diamante di spessore variabile da poche centinaia di atomi fino a più di un millimetro. Queste tecniche, alcune delle quali producono cristalli larghi e piatti, potrebbero rendere di uso pratico i semiconduttori a diamante. I dispositivi risultanti sarebbero in grado di funzionare a velocità molte volte maggiori delle loro controparti di silicio ed a temperatura anche di 700 gradi Celsius, che distruggerebbero qualsiasi altro dispositivo elettronico.